# Список послов СССР и России в Сомали
В статье представлен список послов СССР и России в Сомали.

## Хронология дипломатических отношений
- 1 июля — 11 сентября 1960 г. — установлены дипломатические отношения на уровне посольств.
- 18 марта 1991 — 25 июля 2013 гг. — работа посольства приостановлена из-за угрозы внутреннего конфликта на территории Сомали.
- С 2013 г. — дипломатические отношения со стороны России осуществляются через посольство в Джибути.

## Список послов
| Срок полномочий                  | Посол                         | Годы жизни | Вручение верительных грамот | Примечания          |
| -------------------------------- | ----------------------------- | ---------- | --------------------------- | ------------------- |
| СССР                             |                               |            |                             |                     |
| 25 ноября 1960 — 9 октября 1964  | Геннадий Иванович Фомин       | 1914—1980  | 30 декабря 1960             |                     |
| 9 октября 1964 — 19 июля 1969    | Семён Петрович Дюкарев        | 1914—1990  | 31 октября 1964             |                     |
| 19 июля 1969 — 3 октября 1974    | Алексей Семёнович Пасютин     | 1918—1993  | 26 августа 1969             |                     |
| 3 октября 1974 — 14 декабря 1978 | Георгий Егорович Самсонов     | 1918—1994  | 20 октября 1974             |                     |
| 14 декабря 1978 — 28 мая 1983    | Владимир Васильевич Алдошин   | род. 1929  | 11 января 1979              |                     |
| 28 мая 1983 — 24 декабря 1985    | Борис Иванович Ильичёв        | 1929—2000  | 28 июля 1983                |                     |
| 24 декабря 1985 — 8 февраля 1989 | Бахадыр Аббасович Абдуразаков | 1927—2006  |                             |                     |
| 8 февраля 1989 — 18 марта 1991   | Владимир Владимирович Корнеев | 1940—2007  |                             |                     |
| Российская Федерация             |                               |            |                             |                     |
| 25 июля 2013 — 27 ноября 2015    | Валерий Яковлевич Орлов       | род. 1947  |                             | По совместительству |
| 27 ноября 2015 — 4 апреля 2019   | Сергей Николаевич Кузнецов    | 1953—2021  |                             | По совместительству |
| 24 апреля 2019 — настоящее время | Михаил Алексеевич Голованов   | род. 1957  | 10 июля 2019                | По совместительству |